# Loretta Lynn
Loretta Lynn (født Webb 14. april 1932 i Butcher Hollow, Kentucky, død 4. oktober 2022 i Hurricane Mills, Kentucky) var en amerikansk country sangerinde.
Lynn skrev over 160 sange og udgav 60 album i USA. Hun havde ti album på og 16 nummer-et-singler på den amerikanske country hitliste.
Hendes selvbiografi, Coal Miner's Daughter, fra 1976, blev filmatiseret i 1980, og Sissy Spacek vandt en Oscar for rollen som Loretta Lynn.

## Diskografi
- Here's Loretta Singing Wings Upon Your Horns (1970)
- Stars of the country loretta lynn (1971)
- United talent (1976)
- Somebody somewhere (1976)
- Dynamic Duo (1977)
- I Remember Patsy (1977)
- Out of my head and back to my bed (1978)
- We've Come A Long Way Baby (1979)
- Lookin' Good (1980)
- Loretta (1980)
- Honky Tonk Angels (1993)
- All Time Greatest Hits (2002)
- Van Lear rose (2004)

## Galleri
- Loretta Lynns fødehjem i Butcher Hollow
- Loretta Lynn 1975.
- Loretta Lynn 2016.